# Шемаров Олександр Миколайович
Олександр Миколайович Шемаров (біл. Аляксандр Мікалаевіч Шамараў; нар. 9 квітня 1975, Калінінград, РРФСР) — російський і білоруський борець вільного стилю, бронзовий призер чемпіонату Європи, чемпіон світу серед студентів, учасник двох Олімпійських ігор. Майстер спорту міжнародного класу з вільної боротьби.

## Життєпис
Народився в Калінінграді. Декілька років займався футболом в ДЮСШ «Балтика», виступав у першості Росії за «Балтику-2». Боротьбою почав займатися з 1987 року. На початку своєї кар'єри представляв Росію. У складі її збірної став чемпіоном світу серед студентів. З 1999 року почав виступи за збірну Білорусі.
Виступав за спортивний клуб профспілок, Мінськ. Тренер — Микола Шемаров (його батько), Валентин Мурзинков.
Спочатку жив поперемінно в Калінінграді і Мінську. З 2006 року постійно проживає в Білорусі.

### Родина
Батько, Микола Іванович, майстер спорту з вільної боротьби, чемпіон світу з вільної боротьби серед ветеранів 2011 року, тренер і педагог. Саме під його керівництвом почав тренуватись в Калінінграді Олександр Шемаров. Сам Олександр є тренером свого молодшого брата Олексія. Олексій теж виступає за збірну команду Білорусі. У її складі ставав срібним та бронзовим призером чемпіонатів Європи, чемпіоном світу 2011 року, представляв Білорусь на літніх Олімпійських іграх 2012 року в Лондоні.

## Спортивні результати на міжнародних змаганнях

### Виступи на Олімпіадах
| Змагання                    | Збірна   | Вагова категорія          | Місце |
| --------------------------- | -------- | ------------------------- | ----- |
| Літні Олімпійські ігри 2000 | Білорусь | вільна боротьба, до 97 кг | 7     |
| Літні Олімпійські ігри 2004 | Білорусь | вільна боротьба, до 96 кг | 7     |

### Виступи на Чемпіонатах світу
| Змагання                        | Збірна   | Вагова категорія          | Місце |
| ------------------------------- | -------- | ------------------------- | ----- |
| Чемпіонат світу з боротьби 2001 | Білорусь | вільна боротьба, до 97 кг | 12    |
| Чемпіонат світу з боротьби 2002 | Білорусь | вільна боротьба, до 96 кг | 5     |
| Чемпіонат світу з боротьби 2003 | Білорусь | вільна боротьба, до 96 кг | 10    |

### Виступи на Чемпіонатах Європи
| Змагання                         | Збірна   | Вагова категорія          | Місце  |
| -------------------------------- | -------- | ------------------------- | ------ |
| Чемпіонат Європи з боротьби 2000 | Білорусь | вільна боротьба, до 97 кг | 13     |
| Чемпіонат Європи з боротьби 2001 | Білорусь | вільна боротьба, до 97 кг | Бронза |
| Чемпіонат Європи з боротьби 2002 | Білорусь | вільна боротьба, до 96 кг | 8      |
| Чемпіонат Європи з боротьби 2003 | Білорусь | вільна боротьба, до 96 кг | 6      |
| Чемпіонат Європи з боротьби 2004 | Білорусь | вільна боротьба, до 96 кг | 8      |

### Виступи на інших змаганнях
| Змагання                                                          | Збірна   | Вагова категорія          | Місце  |
| ----------------------------------------------------------------- | -------- | ------------------------- | ------ |
| Чемпіонат світу з боротьби серед студентів 1996                   | Росія    | вільна боротьба, до 90 кг | Золото |
| Гран-прі Німеччини з боротьби 1999                                | Білорусь | вільна боротьба, до 97 кг | Бронза |
| Олімпійський кваліфікаційний турнір з боротьби 2000 (Мінськ)      | Білорусь | вільна боротьба, до 97 кг | 6      |
| Олімпійський кваліфікаційний турнір з боротьби 2000 (Лейпциг)     | Білорусь | вільна боротьба, до 97 кг | Бронза |
| Олімпійський кваліфікаційний турнір з боротьби 2000 (Токіо)       | Білорусь | вільна боротьба, до 97 кг | 4      |
| Олімпійський кваліфікаційний турнір з боротьби 2000 (Александрія) | Білорусь | вільна боротьба, до 97 кг | Золото |
| Гран-прі Німеччини з боротьби 2002                                | Білорусь | вільна боротьба, до 96 кг | Золото |
| Гран-прі Німеччини з боротьби 2004                                | Білорусь | вільна боротьба, до 96 кг | Бронза |

### Виступи на змаганнях молодших вікових груп
| Змагання                                     | Збірна | Вагова категорія          | Місце |
| -------------------------------------------- | ------ | ------------------------- | ----- |
| Чемпіонат світу з боротьби серед молоді 1995 | Росія  | вільна боротьба, до 90 кг | 5     |